# Sarax rahmadii
Espèce
Sarax rahmadii est une espèce d'amblypyges de la famille des Charinidae.

## Distribution
Cette espèce est endémique du Kalimantan oriental en Indonésie. Elle se rencontre dans la grotte Gua Gunung Kombeng.

## Description
La carapace de la femelle holotype mesure 4,16 mm de long sur 5,92 mm et celle du mâle paratype 3,63 mm de long sur 4,88 mm.

## Étymologie
Cette espèce est nommée en l'honneur de Cahyo Rahmadi.

## Publication originale
- Miranda, Giupponi, Prendini & Scharff, 2021 : « Systematic revision of the pantropical whip spider family Charinidae Quintero, 1986 (Arachnida, Amblypygi). » European Journal of Taxonomy, no 772, p. 1–409 (texte intégral).